# Ардуина
Ардуина (Arduinna, Arduina, Ardbinna) је била келтска богиња, поштована првенствено на простору данашње Белгије и Луксембурга.

## Етимологија
Име ове богиње потиче од галске речи arduo што значи „високо“. Због свог имена данас се везује за Ардене, али је заправо била богиња планинских висина, не искључиво Ардена, иако је њен култ тамо био развијен.
Није искључено да су Ардени заправо добили име по њој.

## Паралеле
Ардуина се сматрала богињом Месеца, лова и шума и стога је њен римски пандан Дијана.

## Историјски остаци

### Статуе
Постоји само једна статуа за коју се претпоставља да представља Ардуину. Нађена је у 19. веку и представља младу жену у краткој туници са опасачем, како са бодежом у руци јаше вепра. Антиквар који је открио и утврдио да потиче из гало-римског периода је претпоставио да је реч о Ардуини, јер је симбол Арденске области такође вепар.

### Записи
Ардуина се јавља у два записа:
- у Дурену (Немачка) помиње се као
- у Риму (Италија) само као

## Историјске чињенице
Године 565. св. Валфрој (St. Walfroy, Wulfilaïc) у Вијен-деван-Орвалу у белгијској провинцији Луксембург је одржао проповед локалном становништву покушавајући да их убеди да се одрекну култа Ардуине, што говори о његовој снази у то време.